# 2025년 항공
다음은 2025년에 발생한 항공 관련 사건들이다.

## 사건

### 1월
1월 28일
붐 테크놀로지의 XB-1 실증기가 성공적으로 초음속 비행을 달성하여 마하 1.1의 속도를 기록했다.
에어부산 391편으로 운항되던 에어버스 A321이 대한민국 부산광역시 김해국제공항에서 이륙 직전 화재가 발생했다. 탑승자 176명 전원은 안전하게 대피했으며, 7명만이 경미한 부상을 입었다.
1월 29일
라이트 에어 서비스(Light Air Services)가 운항하는 비치크래프트 1900이 남수단 유니티 유전에서 이륙 직후 추락하여 탑승자 21명 중 20명이 사망했다.
아메리칸 항공 5342편으로 운항되던 봄바디어 CRJ700이 미국 육군 UH-60 블랙 호크 헬리콥터와 충돌했다. CRJ700은 로널드 레이건 워싱턴 내셔널 공항에 착륙을 시도 중이었다. 두 항공기는 충돌 후 포토맥강에 추락했다. CRJ700의 탑승자 64명과 헬리콥터의 탑승자 3명 모두 사망했다.
1월 31일
메드 제츠 056편으로 운항되던 리어젯 55가 이륙 직후 펜실베이니아주 필라델피아의 주거 지역에 추락하여 총 8명이 사망하고 여러 주택에 화재를 일으키는 폭발이 발생했다. 항공기 탑승자 6명과 지상에 있던 1명이 추락으로 사망했다. 지상에 있던 최소 23명이 추가로 부상을 입었으며, 그중 한 명이 나중에 부상으로 사망했다.

### 2월
2월 3일
ITA 항공이 루프트한자 그룹으로 통합 절차를 시작하고 스카이팀 동맹을 탈퇴했다.
2월 6일
베링 에어 445편으로 운항되던 세스나 208B 그랜드 카라반이 우날라클리트에서 놈으로 향하던 중 놈 도착 예정 시각 10분 전 레이더에서 사라졌다. 항공기 잔해는 놈에서 34마일 떨어진 곳에서 발견되었으며, 탑승자 10명 전원 사망했다.
2월 10일–14일에어로 인디아 에어쇼가 인도 벵갈루루에서 개최되었다.
2월 17일
델타 커넥션 항공 4819편으로 운항되던 봄바디어 CRJ900이 토론토 피어슨 국제공항에 착륙 중 추락하여 전복되었다. 탑승자 80명 전원은 생존했으며, 21명이 부상을 입었다.

### 3월
3월 6일대한민국 공군이 운항하는 제너럴 다이내믹스 F-16 파이팅 팰컨 전투기 2대가 대한민국 경기도 포천시의 한 마을에 실수로 마크 82 폭탄 8개를 투하했다. 29명의 민간인과 14명의 군인이 부상을 입었다.
3월 17일란사 항공 018편으로 운항되던 브리티시 에어로스페이스 제트스트림이 후안 마누엘 갈베스 국제공항에서 바다에 추락하여 탑승자 18명 중 13명이 사망했다. 온두라스 음악가 아우렐리오 마르티네스가 사망자 중에 포함되었다.
3월 20일히드로 국제공항 인근 변전소에 화재가 발생하여 공항 폐쇄로 이어졌다. 폐쇄는 약 하루 동안 지속되었으며 전 세계 여행에 지장을 초래했다.
3월 25일–28일오스트레일리아 국제 에어쇼는 원래 3월 25일부터 3월 30일까지 오스트레일리아 질롱의 애벌론 공항에서 개최될 예정이었다. 3월 28일 사고로 인해 그날 남은 행사들이 취소되었다. 에어쇼는 추가 사고 없이 예정대로 계속되었다.
3월 28일미얀마에서 발생한 강력한 지진으로 만달레이 국제공항과 네피도 국제공항이 크게 손상되었다. 만달레이 국제공항에서는 천장이 붕괴되고 지하실이 손상되었으며, 네피도 국제공항에서는 활주로와 항공기 2대가 손상되었고 관제탑 붕괴로 6명의 직원 전원이 사망했다. 지진의 영향을 받은 태국도 전국 모든 공항에 대해 비행 금지 명령을 내렸다.

### 4월
4월 10일벨 206 헬리콥터가 비행 중 파괴를 겪고 허드슨강에 추락했다. 조종사와 5명으로 구성된 가족 승객이 사망했다.
4월 17일트롭에어가 운항하는 세스나 208이 벨리즈 국내선 비행 중 납치되었다. 납치범에 의해 승객 2명과 조종사 1명이 칼에 찔렸고, 납치범은 부상당한 승객 중 한 명에게 총에 맞아 사망했다.
4월 24일곡예비행 조종사 롭 홀랜드가 미국 버지니아주 랭글리 공군 기지에 접근 중 그의 MX Aircraft MXS가 추락하여 사망했다.
4월 28일이베리아반도 전역의 정전으로 인해 수백 편의 항공편이 지연 및 취소되었으며, 포르투갈의 리스본 공항, 프란시스쿠 사 카르네이루 공항, 파루 공항과 스페인의 주제프 타라델랴스 바르셀로나 엘프라트 공항, 아돌포 수아레스 마드리드 바라하스 공항 등이 주요 영향을 받은 공항들이었다. 파루 공항과 포르투 공항은 나중에 발전기 전원으로 전환되었다.

### 5월
5월 3일2025년 5월 3일, 수단 내전 중 수단군에 의해 IBM 항공이 운항하는 화물 보잉 737-290C 어드밴스드가 공항에서 격추되었다. 항공기 탑승자 20명 전원 사망했다.
5월 14일카타르 항공이 150대의 보잉 787 드림라이너와 30대의 보잉 777X 항공기에 대한 960억 달러 규모의 주문 계약을 체결했으며, 추가로 50대 항공기 옵션을 포함했다. 이는 보잉 역사상 최대 규모의 광폭동체 항공기 주문으로 알려졌다.
5월 15일영국 스타트업 항공사 글로벌 항공이 글래스고 공항에서 존 F. 케네디 국제공항으로 첫 취항했다. 이 항공사는 전 에어버스 A380 기종으로 운항할 계획이다.
5월 22일세스나 사이테이션 II가 캘리포니아주 샌디에고 주거 지역에 추락했다. 탑승자 6명 전원 사망했다.

### 6월
6월 11일
저가 항공사 젯스타 아시아 항공이 전략적 구조조정으로 인해 7월 31일부로 운항을 중단한다고 발표했다.
플로리다 기반의 지역 항공사 실버 항공이 14년간의 운항 후 재정 문제로 인해 운항을 중단했다.
6월 12일에어 인디아 171편으로 운항되던 보잉 787-8 드림라이너가 인도 아마다바드 공항에서 이륙 직후 추락했다. 탑승자 242명 중 1명을 제외한 전원과 지상에 있던 19명이 사망했다.
6월 16일–22일파리 에어쇼가 파리 르부르제 공항에서 개최되었다. 쇼의 대부분은 군사 방위에 중점을 두었지만, 새로운 제품은 거의 발표되지 않았다. 에어버스는 총 200억 달러 이상의 주문을 기록했지만, 보잉은 에어 인디아 171편 추락 사고 이후 침묵을 지켰다.
6월 23일미국의 이란 핵 시설 공습과 그에 따른 이란의 보복 이후, 여러 북미, 유럽, 아시아 항공사들이 중동행 항공편을 중단했으며, 카타르와 아랍에미리트가 영공을 폐쇄했다.
6월 24일보에파스 리냐스 아에레아스 보에파스 2283편 추락 사고 발생 후 1년도 채 되지 않아, 브라질 브라질 국립민간항공국은 회사 관리 시스템의 규정 위반으로 인해 보에파스의 모든 운항을 중단시켰다.
6월 30일오만의 국영 항공사인 오만 항공이 원월드 동맹에 가입했다.

### 7월
7월 7일나이지리아 항공사 에누구 에어가 아카누 이비암 국제공항에서 이봄 항공에 이어 나이지리아의 두 번째 국영 상업 항공사로 출범했다.
7월 8일산불로 인해 프랑스 마르세유의 마르세유 프로방스 공항이 하늘로 연기 기둥을 내뿜어 공항이 정오 직후 활주로를 폐쇄하고 최소 10편의 항공편을 취소해야 했다. 공항 웹사이트에는 브뤼셀, 뮌헨, 나폴리 등으로 가는 취소된 항공편이 표시되었다.
7월 18일–20일왕립 국제 항공 박람회가 영국 글로스터셔주 RAF 페어포드에서 개최되었다.
7월 21일방글라데시 공군이 운항하는 청두 FT-7BGI 훈련기가 이륙 직후 학교에 추락했다. 조종사와 지상에 있던 30명이 사망했다.
7월 21일–27일EAA 에어벤처 오슈코시가 위스콘신주 오슈코시의 위트먼 지역 공항과 파이오니어 공항에서 개최될 예정이다.

### 8월
8월 30일 – 9월 1일캐나다 국제 에어쇼가 토론토의 캐나다 내셔널 박람회에서 개최될 예정이다.

### 9월
9월 26일–28일오리건 국제 에어쇼가 오리건주 맥민빌 시립 공항에서 개최될 예정이다.

## 최악의 사고
2025년과 2020년대 들어 최악의 사고는 6월 12일 인도 아마다바드 공항에서 이륙 직후 추락한 에어 인디아 171편 추락 사고이다. 이 사고로 탑승자 242명 중 1명을 제외한 전원과 지상에 있던 19명이 사망했다. 이는 보잉 787 드림라이너의 첫 기록된 치명적인 추락 사고이자 첫 기체 전손 사고이다.